# Cigüela
El Cigüela, Gigüela o Sigüela (anteriormente también denominado como Jigüela o Xigüela) es un río del interior de la península ibérica, afluente del Guadiana.

## Etimología
El complicado nombre de este río ha pasado por diversas vicisitudes. Ya en época romana era llamado Sego, tal vez en honor a Segóbriga, cuyas ruinas baña hoy en día. Los árabes lo denominaron Sígula y en tiempos de la Reconquista fue el Xihuella. En las Relaciones topográficas de Felipe II aparece el nombre de Xigüela, donde se informa que «El río Gigüela que nace en el Obispado de Cuenca muere en Guadiana». En la actualidad su nombre también es controvertido pues aparece con dos grafías, Cigüela o Gigüela.

## Curso

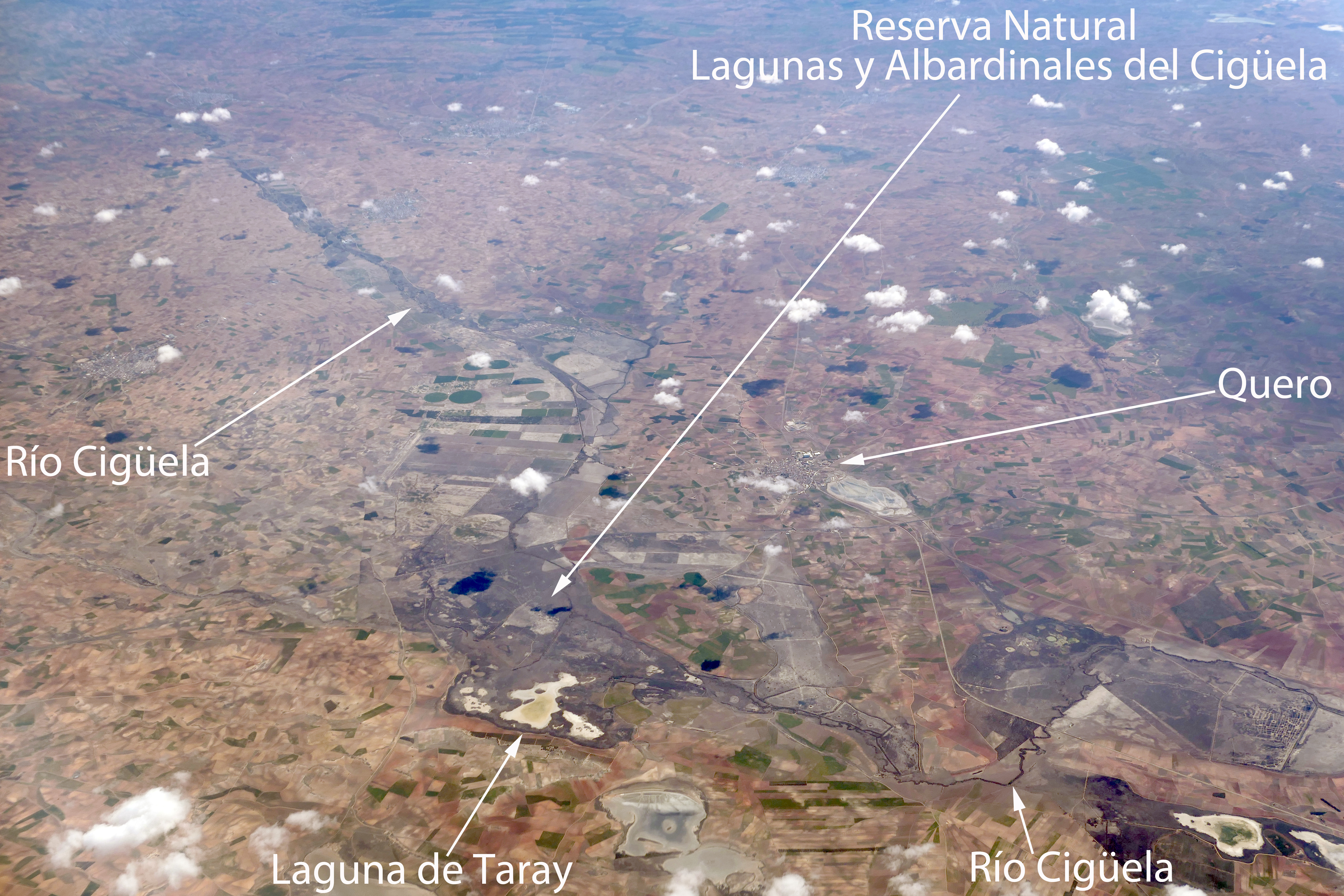
Tramo cerca de Quero.

Nace en los altos de Cabrejas (provincia de Cuenca), cerca del puerto de Cabrejas, a 1080 metros sobre el nivel del mar, no lejos del nacimiento del Júcar, próximo a la divisoria de las vertientes atlántica y mediterránea de la península ibérica. Tras su paso por las localidades toledanas de Villanueva de Alcardete, La Puebla de Almoradiel y las ciudadrealeñas de Villarta de San Juan, Arenas de San Juan, el río abastecía, junto al río Záncara, los humedales de las Tablas de Daimiel, entre los términos municipales de Villarrubia de los Ojos y Daimiel, confluyendo ambos ríos, en un mismo sistema palustre en el río Guadiana.
El río discurre por superficies muy porosas y cuyas aguas subterráneas han sido extraídas masivamente bajando muy considerablemente los niveles freáticos. Igualmente, el río discurría por llanuras de inundación amplias que fueron encauzadas en los años sesenta para ganar tierras para el cultivo por lo que desaparecieron varios miles de hectáreas de humedales.

## Historia
A pesar de su marcada estacionalidad, en el siglo XVIII hubo un proyecto para convertir en tierras de regadío sus riberas y canalizar sus aguas. El proyecto lo elaboró el arquitecto Juan de Villanueva. El capítulo I de dicho proyecto, de 1783 decía: El Canal del Gran Priorato se surtirá de las aguas procedentes y sobrantes de las lagunas de Ruidera, de las de los rios Záncara y Gihuela, y de las demás que durante su curso puedan sacarse y conducirse a él.
Antiguamente, en el término de La Puebla de Almoradiel, este río también tenía sus molinos harineros de agua que hoy son solo catorce: Cervero, Batán, Torrontera, Blanquillo, Quemadillo, Pintado, Zurrón, Pingazorras, Botifuera, Novezuelo, Ortiza, Doña Sol, El Viejo y Padre Juan.
También en la localidad de Villanueva de Alcardete, existieron varios molinos harineros, un batán y hasta una "fábrica de luz", denominados de norte a sur en el recorrido del río: Batán de Castell (dedicado a abatanar la lana de las ovejas para hacer mantas), Escardillo (antigua "fábrica de luz"), Esperilla (molino harinero que sobrevivió hasta finales de la década de 1980), Aceña, Molinillo, Trapera y Cervero.
También abastece a las Lagunas de Villafranca de los Caballeros, siendo este un paraje natural de la Bioesfera de España.

## Situación actual

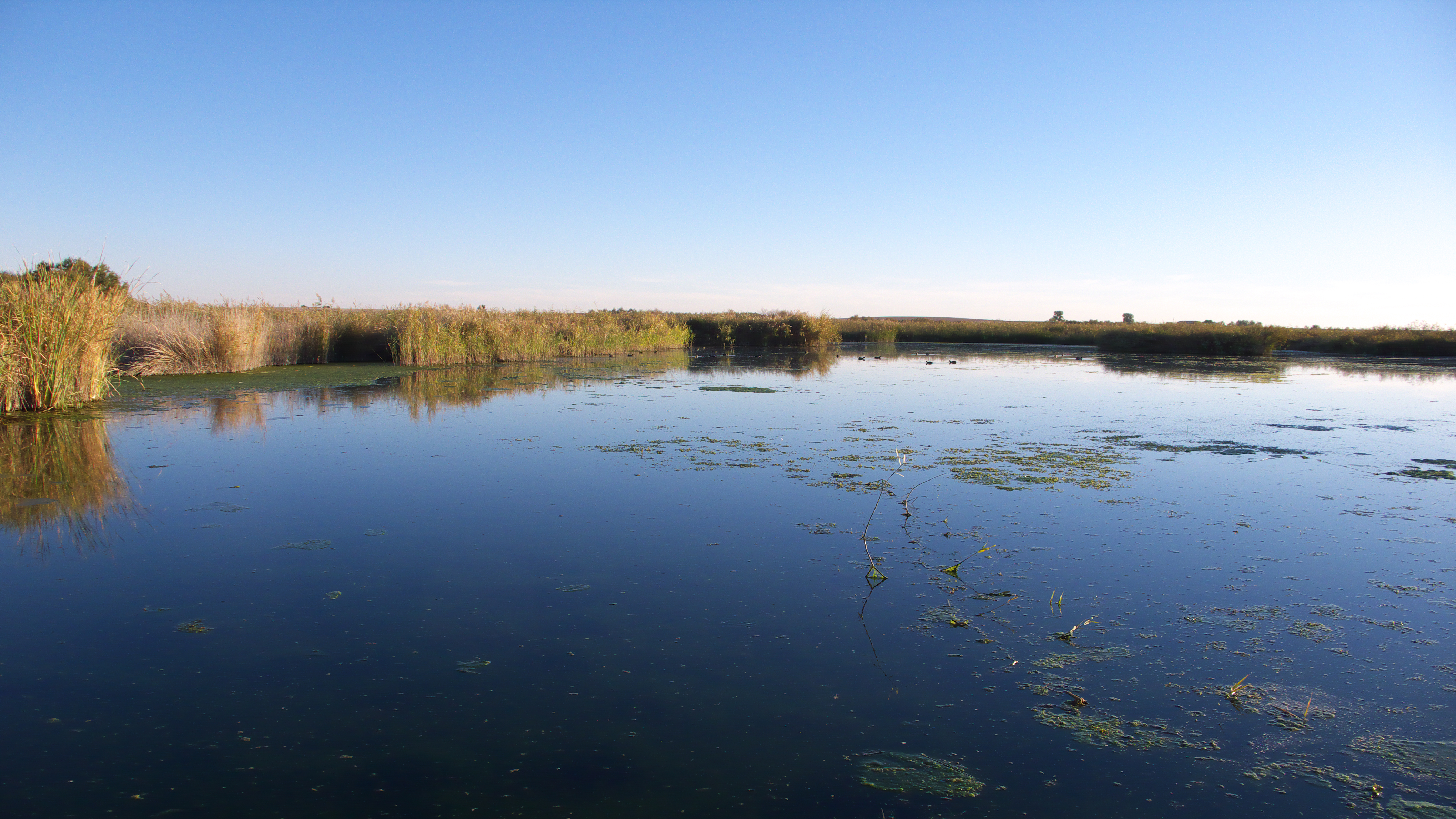
Laguna en las Tablas de Daimiel producida por los ríos Cigüela y Guadiana.

En los últimos años, la situación del río, como otros de la zona, pasa por sus peores momentos, pues la sobreexplotación del acuífero 23 provoca la completa desecación del río, aún en períodos de lluvias. Los Ojos que antes lo abastecían aparecen completamente yermos, lo que provoca grandes problemas tanto para el río como para la situación del Parque nacional de las Tablas de Daimiel. Tan solo los aportes eventuales del trasvase Tajo-Segura a través del río Valdejudíos en Carrascosa del Campo, han conseguido dar vida a este río.

## Afluentes
En sus 225 kilómetros de recorrido, hasta unirse al Guadiana, recibe las aguas de varios afluentes, entre los que destacan el Jualón, el Torrejón, el río Valdejudíos, el Riánsares, el río Amarguillo y el Záncara. En las cercanías de las Tablas de Daimiel, en el término municipal de Villarrubia de los Ojos, sus aguas salobres se mezclaban con los abundantes manantiales existentes en la zona y con el afluente "La Madre Chica", convirtiéndose ya definitivamente en el río Guadiana.